# Jean Tillon
 (novembre 2024).
Si vous disposez d'ouvrages ou d'articles de référence ou si vous connaissez des sites web de qualité traitant du thème abordé ici, merci de compléter l'article en donnant les références utiles à sa vérifiabilité et en les liant à la section « Notes et références ».
Pour les articles homonymes, voir Tillon.
Jean Tillon est un ecclésiastique français qui fut abbé de Saint-Serge d'Angers de 1483 à sa mort en 1501. Si l'on en croit la Gallia Christiana, il était bachelier en droit canon. Il est à l'origine de la construction d'un jubé dans l'abbatiale, jubé sur lequel il a fait apposer les armes de sa famille. Il a été enterré dans le chœur de l'église et son corps s'y trouve toujours.